# 헤어진 사람들을 위한 지침서
《헤어진 사람들을 위한 지침서》는 가수 윤종신의 8집 정규 음반이다. 음반 발매일은 2000년 3월 24일에 발매되었다. 이 앨범은 윤종신의 발라드 풍 노래들이 많이 수록되어있다. 1998년 그가 실제로 이별한 날을 기점으로 해서 하루하루 살아가는 방법을 이 앨범에 담았다. 타이틀 곡은 "Annie"이다.

## 수록곡
| #   | 제목                            | 작사   | 작곡           | 편곡           | 재생 시간 |
| --- | ------------------------------- | ------ | -------------- | -------------- | --------- |
| 1.  | Chapter Ⅰ 精理                  |        |                |                |           |
| 2.  | 희열이가 준 선물                | 윤종신 | 유희열         | 유희열         | 3:37      |
| 3.  | 모처럼                          | 윤종신 | 하림           | 윤종신         | 3:57      |
| 4.  | Why                             | 윤종신 | 윤종신         | MGR            | 5:03      |
| 5.  | 잘했어요                        | 윤종신 | 하림           | 나원주         | 4:27      |
| 6.  | Chapter Ⅱ 逸脫                  |        |                |                |           |
| 7.  | 오! 이밤을                      | 윤종신 | 황성제         | 황성제         | 3:14      |
| 8.  | 여행을 떠나요                   | 윤종신 | 최진우         | 최진우         | 3:57      |
| 9.  | 불놀이                          | 윤종신 | 최진우, 조원선 | 최진우         | 5:44      |
| 10. | Hey! Loser!                     | 윤종신 | 하림           | 하림           | 3:21      |
| 11. | Chapter Ⅲ 다시 사랑할 수 있다면 |        |                |                |           |
| 12. | 단비                            | 윤종신 | 하림           | 윤종신, 하림   | 4:34      |
| 13. | Miss Perfect                    | 윤종신 | 하림           | 윤종신         | 3:38      |
| 14. | Annie                           | 윤종신 | 윤종신         | 윤종신         | 5:14      |
| 15. | 언제라도                        | 윤종신 | 하림           | 하림           | 4:12      |
| 16. | Chapter Ⅳ 하루를 사는 방법      |        |                |                |           |
| 17. | 버려진 사람들을 위한 지침서     | 윤종신 | 하림           | 윤종신, 나원주 | 3:46      |